# Romano R.90
Il Romano R.90 fu un idrocaccia monomotore biplano sviluppato dall'azienda aeronautica francese Chantiers aéronavals Étienne Romano nei primi anni trenta e rimasto allo stadio di prototipo.
Venne realizzato per rispondere ad una specifica dalla Marine nationale, la marina militare francese, per un idrocaccia catapultabile, tuttavia al termine delle valutazioni comparative gli venne preferito il Loire 210, di conseguenza non venne avviato alla produzione in serie. Tuttavia, pur essendo rimasto l'unico esemplare costruito, servì da base di sviluppo dei successivi caccia basati a terra Romano R.83 ed R.92 che saranno segretamente adottati dalla Spagna repubblicana durante la guerra civile spagnola.

## Storia del progetto
Nel 1933 la Marine nationale emise una specifica per la fornitura di un idrocaccia catapultabile destinato ad equipaggiare le proprie unità maggiori, come incrociatori pesanti, ad esempio della Classe Suffren, e navi da battaglia, come quelle di Classe Richelieu, e garantire la sicurezza dello spazio aereo attorno ai convogli della marina francese.
Per rispondere a tale esigenza furono quattro le aziende aeronautiche nazionali a presentare delle proposte, la Loire Aviation con suo Loire 210, la Société des Avions Bernard (S.A.B.) con il Bernard H 110, la Potez con il suo 453 e i Chantiers aéronavals Étienne Romano con il Romano R.90.
Tecnicamente e visivamente l'R.90 si discostava dagli altri modelli presentati in quanto l'unico ad adottare una velatura biplana.
Il prototipo venne portato in volo per la prima volta nell'agosto 1935, equipaggiato con un motore radiale Hispano-Suiza 9Vbrs da 720 hp (537 kW), ed in questa configurazione riuscì a raggiungere una velocità massima di 352 km/h. Nell'ottobre successivo venne leggermente modificato al fine di raggiungere una maggior velocità. Gli interventi riguardarono la motorizzazione, sostituita con un Hispano-Suiza 14Hbrs da 680 hp (507 kW), sempre radiale ma a doppia stella, di diametro inferiore e racchiuso da una cappottatura NACA, e nei due galleggianti, ora di forma più aerodinamica. Nell'ottobre 1937 la cellula fu oggetto di una nuova trasformazione, adottando un nuovo motore, un Hispano-Suiza 12Ycrs-1 12 cilindri a V da 900 hp (671 kW), che permetteva l'installazione di un cannoncino aeronautico calibro 20 mm tra le sue bancate sparando attraverso il mozzo dell'elica. Benché in questa ultima configurazione fosse riuscito a raggiungere i 400 km/h, risultando il più veloce tra i modelli valutati, l'R.90 non ottenne alcun ordine mentre venne dichiarato vincitore il Loire 210, il quale ottenne un contratto di fornitura per venti esemplari.
Benché rifiutato dalla marina francese il modello attrasse l'attenzione delle Fuerzas Aéreas de la República Española, l'aeronautica militare della Spagna repubblicana, la quale emise un ordine per 24 esemplari di un modello derivato che potesse operare da terra. L'azienda francese rispose con l'R.83 che differiva, oltre che per l'adozione di un convenzionale carrello d'atterraggio, per la diversa motorizzazione e per la posizione del piano alare superiore, non più ad ala di gabbiano ma alta a parasole.

## Tecnica
Il Romano R.90 era un idrocaccia a scarponi, realizzato in tecnica mista, dall'impostazione classica: monomotore in configurazione traente, biplano e monoposto.
La fusoliera, realizzata con una struttura in tubi d'acciaio saldati, era caratterizzata dall'unico abitacolo riservato al pilota, aperto e dotato anteriormente di parabrezza e posteriormente di un poggiatesta. Posteriormente terminava in un impennaggio classico monoderiva dai piani orizzontali controventati.
La velatura era biplana, con l'ala inferiore, posizionata bassa sulla fusoliera, collegata alla superiore, caratterizzata dalla configurazione ad ala di gabbiano, soluzione adottata per consentire una maggior visibilità anteriore e superiore al pilota, tramite una coppia di montanti interalari "ad N". Entrambe le ali erano dotate di alettoni.
Il galleggiamento era assicurato da una coppia di grandi scarponi collegati alla parte inferiore della fusoliera tramite una robusta intelaiatura di montanti a profilo alare.
Nella prima versione realizzata, la propulsione era affidata ad un motore Hispano-Suiza 9Vbrs, un radiale 9 cilindri posti su un'unica fila raffreddato ad aria in grado di erogare, in quella versione, una potenza pari a 720 hp (537 kW), posizionato all'apice anteriore della fusoliera parzialmente carenato grazie ad un anello Townend, ed abbinato ad un'elica bipala.
Sempre inizialmente, l'armamento era affidato a quattro mitragliatrici calibro 7,5 mm posizionate all'altezza dei galleggianti.

## Utilizzatori
Francia
- Aéronautique navale

utilizzato solamente durante le prove di valutazione.